# Mombasina rufulus
Mombasina rufulus är en insektsart som först beskrevs av Lucien Chopard 1932.  Mombasina rufulus ingår i släktet Mombasina och familjen syrsor. Inga underarter finns listade i Catalogue of Life.